# وادي عين الحجة
وادي عين الحجة أو وادي اللجون، نسبة للقرية الفلسطينية المهجرة اللجون، وهو نهر يتدفق طوال العام في منطقة الروحة. حيث يبدأ جريانه عند تلة 400. يصب في نهر المقطع.
المناخ معتدل، حيث أنه متوسط بالنسبة لدرجة الحرارة 21 °C. والشهر الأكثر دفئًا هو يوليو، عند 31 °C، والأكثر برودة هو 11 من يناير، حيث يبلغ متوسط هطول الأمطار 553 ملم سنوياً، وهو الشهر الأكثر رطوبة حيث تبلغ كمية الأمطار 165 ملم، أما الشهر الأكثر جفافًا هو يوليو، فتبلغ كمية الأمطار 1 ملم.